# Dmitri Wladimirowitsch Skobelzyn

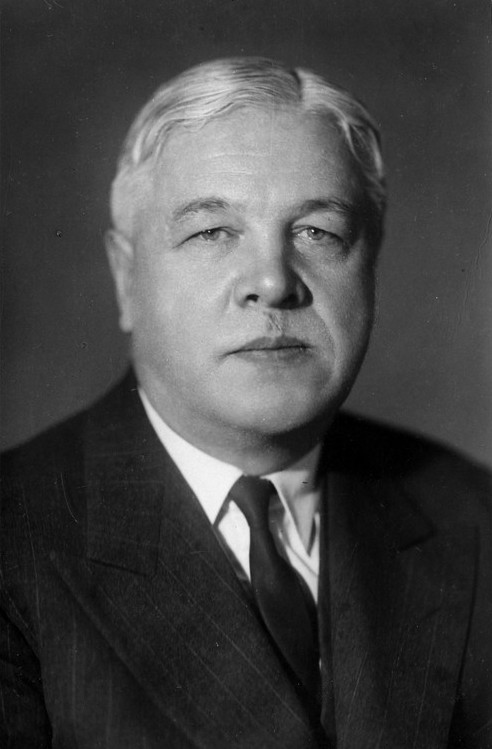
Dmitri Skobelzyn

Dmitri Wladimirowitsch Skobelzyn (russisch Дмитрий Владимирович Скобельцын, englische Transkription: Dmitri Vladimirovich Skobeltsyn; * 12. Novemberjul. / 24. November 1892greg. in Sankt Petersburg; † 16. November 1990 in Moskau) war ein russischer Physiker, der auf dem Gebiet der kosmischen Strahlung arbeitete.

## Leben und Wirken
Skobelzyn studierte bis 1915 an der Universität Sankt Petersburg, war anschließend an verschiedenen Bildungseinrichtungen tätig und arbeitete von 1925 bis 1939 am Leningrader Physikalisch Technischen Institut, dem späteren Joffe-Institut. 1924 begann er mit experimentellen Untersuchungen zum Compton-Effekt mit der Wilsonschen Nebelkammer. Seine Ergebnisse bestätigten die Gültigkeit der Klein-Nishina-Formel. Bei weiteren Experimenten mit der Nebelkammer gelang ihm 1927 erstmals der Nachweis von Sekundärteilchen kosmischer Strahlung, also den Spuren von Teilchenschauern. Die Ergebnisse präsentierte er 1928 auf einer Tagung in London. 1929 konnte er auf weiteren Nebelkammeraufnahmen von Teilchenspuren der Höhenstrahlung Elektronen nachweisen.
Mit seinen Entdeckungen wurde Skobelzyn ein Pionier eines speziellen Zweiges der experimentellen Hochenergiephysik, der Physik der kosmischen Strahlung. Von 1929 bis 1931 arbeitete er auf Einladung von Marie Curie als Gastwissenschaftler an der Sorbonne in Paris. Ab 1935 war er auf Vorschlag von S. I. Wawilow zeitweilig am Lebedew-Institut der Akademie der Wissenschaften der UdSSR in Moskau tätig, wo er eine Gruppe jüngerer Wissenschaftler betreute. Ende der 1930er Jahre wechselte er dann vollständig an das Lebedew-Institut, wo er Abteilungsleiter wurde. 1936 veröffentlichte er eine Monografie über kosmische Strahlung. Seine Forschungsarbeiten in den 1930er und 1940er Jahren konzentrierten sich auf ein vertieftes Verständnis der Entstehungsmechanismen der sekundären kosmischen Strahlung.
1940 gründete er an der Physikalischen Fakultät der Lomonossow-Universität Moskau einen Lehrstuhl für Kernphysik. Nach Ende des Zweiten Weltkrieges wurde er Gründungsdirektor des Instituts für Kernphysik an dieser Universität, dessen Direktor er bis 1960 war. Nach dem Tod von S. I. Wawilow wurde er 1951 außerdem Direktor des Lebedew-Instituts. Diese Funktion hatte er bis 1973.
Skobelzyn erhielt zahlreiche Auszeichnungen und Ehrungen. 1951 erhielt er den Stalinpreis und 1982 den Leninpreis. 1952 wurde er mit der S.-I.-Wawilow-Goldmedaille der Akademie der Wissenschaften der UdSSR geehrt.
1939 wurde er korrespondierendes und 1946 volles Mitglied der Akademie der Wissenschaften. 1957 wurde er als korrespondierendes Mitglied in die Académie des sciences aufgenommen.
Er setzte sich für die friedliche Nutzung der Kernenergie ein und nahm seit 1957 mehrmals an den Pugwash Conferences on Science and World Affairs teil. Er war Deputierter des Obersten Sowjet der UdSSR.

## Ehrungen und Auszeichnungen
Skobelzyn erhielt folgende Auszeichnungen:
- Orden des Roten Banners der Arbeit (1944, 1945)
- Leninorden (1949, 1953, 1962, 1969, 1972, 1975)
- Stalinpreis (1951)
- S.-I.-Wawilow-Goldmedaille (1952)
- Held der sozialistischen Arbeit (1969)
- Leninpreis (1982)

Seit 2009 wird von der Russischen Akademie der Wissenschaften für herausragende Leistungen auf dem Gebiet der Elementarteilchenphysik und kosmischen Strahlung die Skobelzyn-Goldmedaille verliehen.